# Анатоль Фейгін
Анатолій Фейгін (пол. Anatol Fejgin; 25 вересня 1909, Варшава — 28 липня 2002, Варшава) — польський комуніст, офіцер розвідки та держбезпеки. У період польської десталінізації засуджений за катування. Звільнений за амністією після 8-річного ув'язнення.

## Функціонер компартії
Народився у заможній родині варшавських євреїв. З підліткового віку примикав до марксистських молодіжних організацій. Навчався на медичному факультеті Варшавського університету. Під час навчання познайомився зі студентом юридичного факультету Якубом Берманом, майбутнім керівником комуністичних каральних органів (згодом Берман давав високу оцінку інтелектуальним здібностям Фейгіна).
З 1928 року — член Комуністичної партії Польщі. Двічі — у 1929 та 1932 роках засуджувався до ув'язнення за приналежність до комуністичного підпілля, загалом провів у в'язниці близько п'яти років. Був штатним функціонером КПП.

## Політрук і військовий розвідник
Після капітуляції Варшави у вересні 1939 року Фейгін утік на територію, зайняту радянськими військами. Працював бухгалтером й економістом на підприємствах Львова. У червні 1941 року, після початку радянсько-німецької війни, евакуйований до Куйбишева.
У травні 1943 року вступив до польської піхотної дивізії імені Ромуальда Траугутта, служив у дивізійному політвідділі. З травня 1945 року — член ПРП. У вересні 1945 року призначений заступником начальника Головного управління інформації Війська Польського. Займався зокрема систематизацією архівів Генерального штабу.
Був нагороджений орденами Virtuti Militari, Відродження Польщі, Хрест Грюнвальда.

## Офіцер держбезпеки
У жовтні 1949 року Анатоль Фейгін перейшов на службу до Міністерства громадської безпеки. При цьому він залишався у штаті Міністерства національної оборони, перебував у керівництві органів військової розвідки.
З грудня 1951 року очолював X департамент МГБ («у боротьбі з провокаціями у робітничому русі»). Заступником Фейгіна був Юзеф Святло. Х департамент займав особливе місце у системі держбезпеки, оскільки вів стеження за функціонерами ПОРП і контролював ситуацію в урядущий компартії. Фейгін був видною фігурою партійних чисток, брав участь у допитах Владислава Гомулки та Мар'яна Спихальського, разом з Юзефом Ружанським застосовував до них заходи фізичного впливу та психологічного тиску. Зіграв також визначну роль у забезпеченні силового контролю й отримання необхідних ПОРП результатів виборів у сейм ПНР (1952).
Вважається, що він впливав на політику вищого партійно-державного керівництва, оскільки його брат Мечислав Фейгін був особистим лікарем Болеслава Берута. Фейгін брав активну участь і у внутрішній боротьбі в апараті МГБ. Одним із головних службових конкурентів Фейгіна був Рожанський, відносини між ними характеризувалися взаємною ненавистю.

## Суд і вирок. Амністія
Після втечі у Західному Берліні підполковника Святло полковника Фейгіна було знято з посад у МГБ та Міноборони як відповідального за великий провал. У лютому 1954 року звільнено з МГБ, у березні 1954 року переведено у запас по армійській лінії. Тоді ж виключено з ПОРП.
У квітні 1956 року Фейгіна заарештували, наступного року постав перед судом. Разом із генералом Ромковським і полковником Рожаньським звинувачувався у зловживаннях владою, свавільних арештах і застосуванні тортур. Щодо Фейгіна було виявлено мінімум 28 епізодів незаконного позбавлення волі та фізичного впливу на допитах. У 1957 році суд засудив Анатоля Фейгіна до 12 років позбавлення волі. Засудження Ромковського, Рожанського та Фейгіна стало помітним актом у процесі польської десталінізації.
Звільнений за амністією (разом з Ромковським і Рожаньським) у 1964 році.

## Робота у КБ. Вихід на пенсію
З 1966 року Анатоль Фейгін працював у конструкторському бюро Інституту ядерних досліджень під керівництвом Вільгельма Білліга, засновника радіомовлення ПНР. Під час антисемітської кампанії 1968 року Білліг був звинувачений у шпигунстві та звільнений. Разом з ним звільнили Фейгіна, який відтоді перебував на пенсії.
У 1985 році Фейгін подав заяву про вступ до Союзу борців за свободу та демократію. Його прийняли до організації та надали статус ветерана військової служби з відповідними пільгами.

## Відторгнення у новій Польщі
Анатоль Фейгін набагато пережив Бермана, Радкевича, Ромковського, Рожаньського, Мочара, Брістігер і більшість інших функціонерів польських каральних органів 1940 — 1950-х років. У 1992—1994 роках він був свідком на суді у справі Адама Хумера. У 1990 році виключений з Союзу борців за свободу та демократію, перетвореного на Союз ветеранів Республіки Польща та колишніх політичних в'язнів.
Фейгін оскаржив рішення про виключення у Вищому адміністративному суді Польщі. Однак суд відхилив клопотання, мотивувавши це тим, що «після закінчення Другої світової війни Фейгін здійснив дії, які заслуговують на особливе засудження та завдали великої шкоди польському суспільству й окремим людям».